# ProRail
ProRail B.V. è una società partecipata al 100% da Railinfratrust B.V., società di proprietà statale, con funzioni di gestore dell'infrastruttura ferroviaria dei Paesi Bassi.
A ProRail è affidata l'attività di gestione e manutenzione della rete ferroviaria di 7.021 km e di 404 stazioni nonché l'attività di progettazione, costruzione e messa in esercizio dei nuovi impianti.
È membro dell'Istituto europeo per le norme di telecomunicazione (ETSI).